# Berufsverband Deutscher Anästhesistinnen und Anästhesisten

Altes Logo des BDA

Der Berufsverband Deutscher Anästhesistinnen und Anästhesisten e. V. (BDA) wurde als Berufsverband Deutscher Anästhesisten am 17. Juli 1961 gegründet, um die Interessen der Fachärzte für Anästhesiologie in den Fachbereichen Anästhesie, Intensivmedizin, Notfallmedizin, Schmerzmedizin und Palliativmedizin gegenüber anderen Ärzten, medizinischen Institutionen und Behörden wahrzunehmen und die Mitglieder in Fragen der Berufsausübung zu beraten. Der BDA ist Mitglied im Spitzenverband Fachärzte Deutschlands e.V. (SpiFa), hat aber im März 2024 angekündigt, seine Mitgliedschaft mit Ende des Jahres 2024 zu beenden.
Zu den langjährigen Präsidenten des BDA gehörten unter anderem Karl Horatz, Peter Uter (1980 bis 1987), Klaus Zinganell und Bernd Landauer. Präsidentin des Verbandes ist seit 2023 Grietje Beck, die auf den im Oktober 2022 verstorbenen Götz Geldner folgte.
Gemeinsam mit der Deutschen Gesellschaft für Anästhesiologie und Intensivmedizin e.V. (DGAI) wird darüber hinaus die Fort- und Weiterbildung der Mitglieder gefördert.
Die Zeitschrift A&I – Anästhesiologie & Intensivmedizin ist das gemeinsame offizielle Organ von DGAI, BDA und der Deutschen Akademie für Anästhesiologische Fortbildung e. V. (DAAF, Präsident: Hartmut Bürkle).
Mitglieder können Fachärzte für Anästhesiologie werden und Ärzte, die sich in der Facharztweiterbildung hierzu befinden.
Der Verband hat ca. 15.900 Mitglieder in 17 Landesverbänden.
Die Bundesgeschäftsstelle des Verbandes befindet sich in Nürnberg. Geschäftsführer war bis 31. Dezember 2019 26 Jahre lang der Sozialwirt Holger Sorgatz. Als Nachfolgerin wurde Tina Rhaiem gewonnen. Die Leitung der Geschäftsstelle hat Alexander Schleppers.